# Aeroportul Levelock
Aeroportul Levelock (IATA: KLL, FAA LID: 9Z8) este un aeroport din Alaska, Statele Unite ale Americii ce deservește zona Levelock⁠(d). Aeroportul a fost tranzitat în 2019 de 1.046 de pasageri. A fost numit după zona deservită.
Situat la o altitudine de 12 m, aeroportul dispune de 1 pistă.

## Infrastructură

### Piste
Aeroportul dispune de o singură pistă. Pista 01/19 are suprafața de pietriș și dimensiunile 3.284 picioare × 60 picioare. 